# Rubbettino Editore
Rubbettino Editore è una casa editrice italiana, fondata da Rosario Rubbettino nel 1973 a Soveria Mannelli.

## Storia

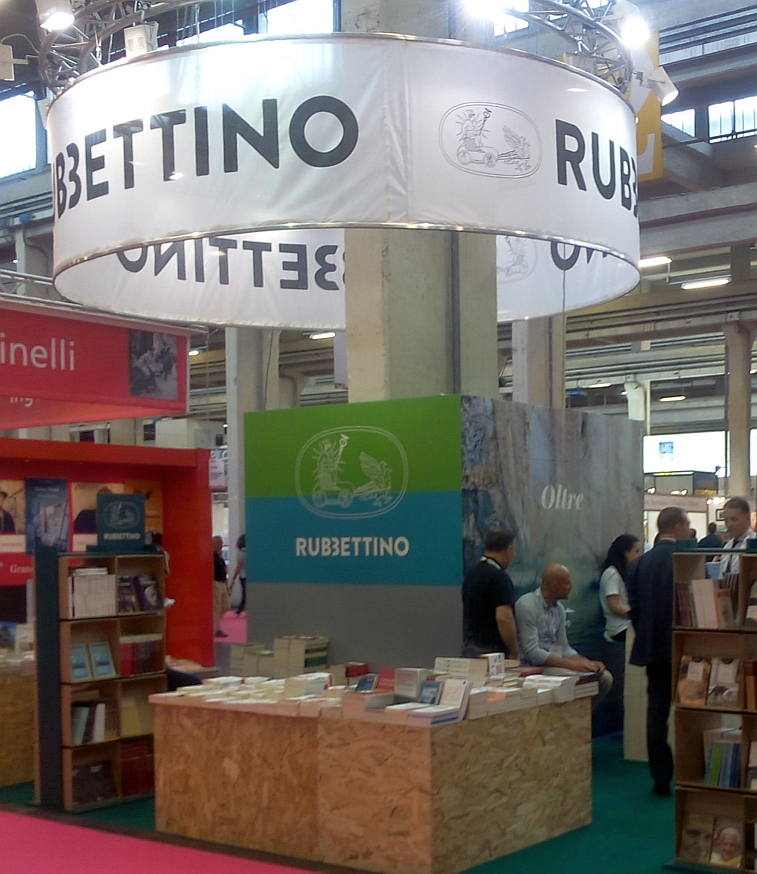
Stand al Salone del libro 2017.

L'azienda Rubbettino, nata come una semplice tipografia, nel corso degli anni è diventata una casa editrice dedicata a tematiche legate al liberalismo.
Il primo volume edito è stato un saggio filosofico di Domenico Vircillo Filosofia e sociologia della cultura: studi su Ernst Cassirer e Karl Mannheim. Dopo la morte di Rosario Rubbettino, avvenuta nel 2000, l'attività è passata sotto la direzione dei due figli del fondatore, Florindo e Marco. Nel 1999 la piccola tipografia è stata ampliata sino a diventare uno stabilimento di oltre 12 000 m² dotato dei macchinari di ultima generazione. Al momento della morte di Rosario Rubbettino, il catalogo della casa editrice contava oltre 2 000 titoli, con una produzione di 150 volumi l'anno. A fine 2014 i titoli erano 6 500 circa, con una produzione annua di circa 400 novità.
La produzione editoriale della Rubbettino è orientata soprattutto alla saggistica. Nei primi anni venivano pubblicate soprattutto opere di interesse locale. In pochi anni, tuttavia, l'attività si estese notevolmente, dapprima con opere dedicate e al Mezzogiorno d'Italia, soprattutto alla Calabria e alla Sicilia; successivamente con saggi sempre più numerosi dedicati alla storia internazionale ed italiana, all'economia politica, alla religione e alla filosofia. In ambito filosofico, la Rubbettino ha fatto conoscere in Italia le opere principali della Scuola austriaca, Friedrich von Hayek, Ludwig von Mises, Bruno Leoni, Murray N. Rothbard e Michael Polanyi. Fra i numerosi autori pubblicati da Rubbettino si trovano Dario Antiseri, Pino Arlacchi, Giuseppe Bedeschi, Luca Bolognini, Alessandro Campi, Christopher Duggan, Emanuele Macaluso, Pascal Salin, Carlo Lottieri, padre Francesco Russo, Leonardo Sciascia, Cesare Pavese, Raimondo Cubeddu, Luigi Marco Bassani, Lorenzo Infantino, Gianni Vattimo, Massimo D'Alema, Gianfranco Fini, Francesco Rutelli, Paolo Savona, Francesco Bevilacqua ed Elémire Zolla.
La Rubbettino è anche editore di servizio per alcune importanti istituzioni. Fra tutte il Senato della Repubblica, il Dipartimento della Funzione Pubblica della Presidenza del Consiglio dei ministri, Centri studi, Istituti Culturali e Fondazioni, Università.
Nel marzo 2019 figura tra i vincitori del premio sostenibilità al Festival Nazionale dell'Economia Civile, per la sua scelta di piantare un nuovo albero per ogni libro pubblicato.
Rubbettino Editore, proprio nel 2022, ha festeggiato i primi 50 anni di attività. Marco e Florindo Rubbettino sono oggi a capo di una consolidata realtà imprenditoriale. La produzione editoriale, intensificatasi negli anni, si è imposta come punto irrinunciabile di riferimento per quanti si occupano di economia, politica e scienze sociali. La Casa Editrice è oggi strutturata come un importante network in grado di mettere insieme intellettuali, accademici e non, ma anche centri di ricerca e player della politica culturale con l'intento di dare uno sguardo sulla realtà in una prospettiva libera da qualsiasi condizionamento ideologico.
Da qualche anno all'interno degli spazi delle Industrie Grafiche, nel territorio di Soveria Mannelli, è nato CARTA - Parco d'Arte Contemporanea e Museo d'Impresa aperto a tutti. Il Museo d'Impresa Rubbettino, che rientra nella rete museale Sud Heritage, in uno spazio coperto di circa 1000 mq, sviluppa un articolato percorso espositivo, guidato e immersivo, in cui si racconta non solo la storia del libro, dai primi processi di stampa alle più moderne tecniche tipografiche, della carta e dei materiali a supporto della tipografia, ma anche la storia dell'azienda. L'esperienza del Museo, pensata con un obiettivo di edutainment, offre ai visitatori contenuti multimediali, laboratori creativi e mostre oltre agli spazi dedicati al coworking, un FabLab e un'arena destinata agli incontri. Nel Parco d'Arte Contemporanea, invece, che si estende nei 12.500 mq di verde adiacente allo stabilimento produttivo di Rubbettino Editore e Rubbettino print, la cultura aziendale dialoga con l'arte contemporanea attraverso una collezione di opere permanenti di artisti internazionali, ospitati in residenza a Soveria Mannelli. Tra i curatori di CARTA, Alessandro Fonte e Shawnette Poe, che hanno esposto i loro lavori in musei e istituti nazionali e internazionali come il MAXXI e il Chiostro del Bramante di Roma, Panoply Performance Laboratory di New York e la National Gallery of Macedonia di Skopje.

## Collane principali
Tra le principali collane riferite alla sezione Saggistica: 
- Armarium, biblioteca di storia e cultura religiosa;
- Autoethnographia, autoetnografie su tematiche di particolare rilevo sociale;
- Biblioteca austriaca, dedicata ai testi classici della Scuola austriaca di economia e scienze sociali;
- Campi immaginabili, rivista semestrale di cultura;
- Catholica, testi di carattere religioso
- Cinema e storia, rivista d'incontro e dialogo tra il cinema, gli audiovisivi, la cultura visuale e la storia;
- Focus, testi di piccolo formato (non più di 80 pagine) su temi di rilevante interesse;
- Le nottole di Minerva, testi filosofici di carattere divulgativo;
- Novae terrae, saggi e testimonianze da una prospettiva cattolica; tra i testi pubblicati Discorsi al popolo di Dio di Karol Wojtyła e il best seller La cattedrale e il cubo di George Weigel;
- Problemi aperti, testi con taglio divulgativo su tematiche di attualità;
- Saggi, per lo più di taglio scientifico, di argomento sociologico, economico, politico e filosofico, storico (su questi temi esiste anche la collana Storie);
- Zonafranca, collana di varia che raggruppa testi di argomento eterogeneo caratterizzata da uno stile non accademico e adatta al grande pubblico.

Nonostante la linea editoriale dell'azienda prediliga la saggistica, sono presenti anche collane di letteratura e narrativa come Velvet e Patipatisse, all'interno delle quali si annoverano diversi scrittori di successo fra cui Gioacchino Criaco, Roberto Gervaso, Stefano Marelli, Giose Rimanelli, Giuseppe Occhiato, Giulio Questi, Rocco Carbone, Giuseppina Torregrossa, Andrea Frezza, Marco Ciriello, Andrea Di Consoli, Sonia Serazzi, Fabio Andina e il collettivo Lou Palanca.
Il gruppo editoriale Rubbettino vanta anche collane con altri tre marchi editoriali:
- Iride, testi in prosa e in versi, nazionali e internazionali;
- Calabria letteraria, testi in prosa e componimenti di poeti calabresi;
- Cittacalabria edizioni, testi di saggistica calabrese.

Pur essendo una casa editrice a livello nazionale, non ha dimenticato le sue origini calabresi. In tal senso va citata la collana Le città della Calabria (testi di saggistica sulla storia, sulla cultura e sull’economia calabrese) che è stata definita da Marta Petrusewicz, professoressa ordinaria di Storia moderna presso l’Università della Calabria, come un' “opera monumentale” sulla storia della Calabria. Accanto a Le città della Calabria è bene ricordare anche la collana Viaggio in Calabria che raccoglie le cronache e i diari più interessanti di viaggiatori italiani e stranieri di ogni tempo che hanno attraversato la regione e ne hanno narrato paesaggi, culture e atmosfere nel solco della tradizione del Grand Tour. Tra i personaggi tradotti e raccolti nella collana: Edward Lear, Henry Swinburne, Luigi Vittorio Bertarelli, François Lenormant, Charles Didier, Kazimiera Alberti, Maria Brandon Albini, Cesare Lombroso, Astolphe de Custine, Alberto Savinio, Giorgio Bocca.

## Autori
Alcuni degli autori pubblicati da Rubbettino Editore negli anni:
- Alfred Adler
- Corrado Alvaro
- Fabio Andina
- Dario Antiseri
- Pino Arlacchi
- Kazimiera Alberti
- Luigi Marco Bassani
- Mimmo Battaglia
- Giuseppe Bedeschi
- Luigi Vittorio Bertarelli
- Giorgio Bocca
- Luca Bolognini
- Maria Brandon Albini
- Alessandro Campi
- Andrea Carandini
- Rocco Carbone
- Alessandro Cecchi Paone
- Marco Ciriello
- Franco Costabile
- Gioacchino Criaco
- Raimondo Cubbeddu
- Achille Curcio
- Massimo D'Alema
- Astolphe de Custine
- Alexis de Tocqueville
- Andrea Di Consoli
- Charles Didier
- Christopher Duggan
- Alexandre Dumas
- Gianfranco Fini
- Andrea Frezza
- Roberto Gervaso
- Lorenzo Infantino
- Mario La Cava
- Edward Lear
- Bruno Leoni
- François Lenormant
- Agazio Loiero
- Cesare Lombroso
- Carlo Lottieri
- Emanuele Macaluso
- Pina Majone Mauro
- Agostino Marchetto
- Stefano Marelli
- Felice Mastroianni
- Alberto Mingardi
- Alfredo Mordechai Rabello
- Giuseppe Occhiato
- Adriano Olivetti
- Alberto Pagani
- Lou Palanca
- Cesare Pavese
- Michael Polanyi
- Karl Popper
- Giulio Questi
- Giose Rimanelli
- Adolfo Rossi
- Murray N. Rothbard
- Padre Francesco Russo
- Francesco Rutelli
- Pascal Salin
- Alberto Samonà
- Paolo Savona
- Alberto Savinio
- Sonia Serazzi
- Leonardo Sciascia
- Altiero Spinelli
- Saverio Strati
- Henry Swinburne
- Giuseppina Torregrossa
- Gianni Vattimo
- Friedrich A. von Hayek
- Ludwig von Mises
- Elémire Zolla

## Altre collane
Alcune tra le collane più importanti:
- #sociologie
- A Colorni-Hirschman International Institute
- Armarium
- Autoethnographia
- Biblioteca austriaca
- Campi immaginabili
- Cinema e Storia
- Civiltà Appennino
- Fattore umano e complessità
- Filologia Antica e Moderna
- Finisterrae
- Opere di Saverio Strati
- Patipatisse
- Problemi aperti
- Prospettiva Persona
- Res Publica
- Religioni, diritto, cultura e società
- Università
- Saggi
- Saggi - Studi Internazionali
- Scrittori di Calabria
- Senato della Repubblica
- SS19
- Storia dell'Italia Contemporanea
- Storie
- Storie d'impresa
- Universale Rubbettino
- Varia
- Velvet
- Viaggio in Calabria
- Zonafranca